# CIGB-FM
CIGB-FM diffusant sous le nom de Énergie Mauricie 102,3 est une station de radio commerciale privée québécoise du réseau Énergie située et diffusée à Trois-Rivières, au Québec, appartenant à Bell Media.
La station de classe C diffuse sur la fréquence 102,3 MHz avec une puissance d'antenne de 5 800 watts via un émetteur unidirectionnel.

## Historique
CIGB-FM a été lancé le 27 août 1979 par Légerbourg Inc. avec une puissance de 11 000 watts en tant que station indépendante à Trois-Rivières. Le 28 juin 1982, 49 % des parts de CIGB a été vendue à Radiodiffusion Mutuelle 1980 Canada Ltee., propriétaire de CJTR (AM) (en). Sous cette entente, Radiodiffusion Mutuelle devient responsable des services techniques, des ventes nationales et fourni huit heures de programmation provenant de ses stations CKMF-FM à Montreal et CHIK-FM à Québec. En 1988, le CRTC refuse la tentative d'achat de CIGB par Cogeco pour éviter la concentration des médias dans ce marché.
En 1989, Légerbourg Inc. vend les 51 % d'actifs restants à Radiomutuel Inc., ce qui leur donne la permission de changer le format pour le dance music. CIGB-FM s'intègre alors en décembre au réseau Énergie,.
En 2000, Astral Media fait acquisition de Radiomutuel. Le 5 octobre 2005, CIGB-FM est autorisé à réduire sa puissance à 5 800 watts et d'augmenter la hauteur de l'antenne.
Le 16 mars 2012, Bell Canada (BCE) annonce son intention de faire l'acquisition d'Astral Média, incluant le réseau Énergie, pour 3,38 milliards de dollars. La transaction a été refusée par le CRTC. Bell Canada a alors déposé une nouvelle demande le 4 mars 2013, qui a été approuvée le 27 juin 2013.

### Slogans
- « Méchante radio » (août 2009 - décembre 2010)
- « La Radio des Hits » (Janvier 2011 - 2014)
- L'NRJ musicale de la Mauricie (2014 - août 2015)
- Toujours en tête (Août 2015 - 2017)
- Les plus gros Hits (2017-2019)
- Plus de classiques, plus de fun (2019-présent)

### Identité visuelle (logo)

Ancien logo d'Énergie Mauricie 102,3 du 24 août 2009 au 22 août 2015.
Logo d'Énergie Mauricie 102,3 depuis le 23 août 2015.

## Programmation
Pour la saison 2020-2021, la programmation d'Énergie 102,3 à Trois-Rivières débutait tous les jours de semaine de 5 h 25 à 14 h 55, et les week-ends de 11 h à 17 h. Le reste de la programmation (retour à la maison, fin de soirée pour les jours de semaine, matin, fin de soirée durant les week-ends) provient de Montréal.

## Animateurs d'Énergie 102,3
- Olivier Caron (Journaliste)
- Myriam Fugère (Le Boost)
- Pascal Guité, (Le Boost)
- Patrice Henrichon (Vos classiques au travail)
- Jessica Jutras (Le Boost)
- Marc-André Labrosse (Weekend Énergie)

### Anciens animateurs du 102,3
- Seb Laperrière, (La Hit Liste NRJ)
- Jacky Pop, (C'est l'fun de bonne heure)
- Édith Vignola, (Génération NRJ)
- Joanie Duquette, (C'est l'fun de bonne heure, Joanie Sur NRJ et Le Grand Décompte NRJ Anglo+Franco)
- Alexandra Paré (Journaliste)
- Christina Boucher (Journaliste)
- François Morin (Journaliste)
- Jean-Claude Gélinas (C'est l'fun de bonne heure)
- Étienne Rivard (Les plus gros hits au travail)
- Stéphane Beaulac
- Marc Bossé
- Renée Germain
- Patrice Henrichon
- Stéphane Robitaille
- Fernando Gasse
- Karl Blanchard
- Martin Champoux
- Jean Sasseville
- Sylvain Simard
- Claudine Prévost
- Marie-Christine Champagne
- Dominic Paquet
- Laurent Paquin
- Réal Béland
- Louis-José Houde
- François Maranda
- Émilie Bolduc
- Alain Simard
- Marc Larivée
- André Poirier
- Lucien Watier